# Nereu Ramos
Nereu d'Oliveira Ramos (Lages, 3 de setembre de 1888 — São José dos Pinhais, 16 de juny de 1958) va ser un advocat i polític brasiler, va ser president de la República durant dos mesos i 21 dies, de l'11 de novembre de 1955 a 31 de gener de 1956. Abans havia estat vicepresident de Brasil, triat pel Congrés Nacional, de 1946 a 1951.